# Силот, Артуро
Артуро Силот Торрес (исп. Arturo Silot Torres; 13 апреля 2001, Сантьяго-де-Куба, Куба) — кубинский борец вольного стиля, призёр Панамериканских игр и Панамериканских чемпионатов.

## Карьера
В декабре 2021 года в колумбийском городе Кали стал победителем юниорских Панамериканских игр. В мае 2022 года в Акапулько финале Панамериканского чемпионата уступил американцу Кайлу Снайдеру. В мае 2023 года в Буэнос-Айресе в финале Панамериканского чемпионата вновь уступил Кайлу Снайдеру. В начале ноября 2023 года в Сантьяго он стал серебряным призёром Панамериканских игр, в финале уступив Кайлу Снайдеру. В феврале 2023 года в Акапулько в третий раз подряд в финале Панамериканского чемпионата уступил Кайлу Снайдеру. В феврале 2024 года на Панамериканском олимпийском квалификационном турнире, проходившем в Акапулько, он получил лицензию на Олимпийские игры, которые пройдут в Париже.

## Достижения
- Панамериканский чемпионат по борьбе среди юниоров 2019 — ;
- Панамериканский чемпионат по борьбе среди юниоров 2021 — ;
- Юниорские Панамериканские игры 2021 — ;
- Панамериканский чемпионат по борьбе 2022 — ;
- Панамериканский чемпионат по борьбе 2023 — ;
- Панамериканские игры 2023 — ;
- Панамериканский чемпионат по борьбе 2024 — ;